# Giuseppe Laterza
Giuseppe Laterza (Bari, 25 gennaio 1957) è un editore italiano.

## Biografia
Giuseppe Laterza nasce a Bari il 25 gennaio 1957 da Vito e Maria Antonietta Chiarini.
Dopo aver frequentato il Liceo Classico Torquato Tasso a Roma, si laurea in Economia e commercio nel 1980 avendo come relatore Federico Caffè. Nel 1981 entra nella casa editrice affiancando il padre Vito, che l'ha diretta nel dopoguerra.
Con Laterza pubblicano autorevoli studiosi italiani e stranieri, come Tullio De Mauro, Stefano Rodotà, Alessandro Barbero, Leonardo Benevolo, Jacques Le Goff, Zygmunt Bauman, Jürgen Habermas, Michael Walzer.
Dal 1997 Giuseppe Laterza è presidente della società di cui condivide le responsabilità con il cugino Alessandro Laterza, amministratore delegato. Giuseppe Laterza è responsabile della divisione varia (saggistica e università), Alessandro Laterza della scolastica.
Tra le iniziative editoriali internazionali la collana Fare l'Europa, una collana storica edita in coedizione internazionale tra cinque editori (Basil Blackwell, Editions du Seuil, Beck Verlag, Editorial Critica e Laterza), diretta da Jacques Le Goff; la Storia delle donne (diretta da Michelle Perrot e Georges Duby), le coedizioni Storia dei giovani e Storia della lettura (per Éditions du Seuil), Storia dell'alimentazione (per Fayard), Storia della famiglia (per Yale University Press).
Tra i libri di maggior successo da lui pubblicati Etica per un figlio di Fernando Savater, Camici e pigiami di Paolo Cornaglia Ferraris, Modernità liquida di Zygmunt Bauman, Mala tempora di Giovanni Sartori, Né qui né altrove di Gianrico Carofiglio.
Nel  2001 ha avviato i Presìdi del libro, un progetto per la promozione della lettura attraverso la costruzione di una rete di gruppi di lettori, diffusa in Puglia e in altre regioni italiane.
Dal  2006 ha ideato e promosso il Festival dell'economia di Trento, il Festival Città e Territorio a Ferrara e il Festival del diritto di Piacenza, le Lezioni di storia a Roma, Firenze e Milano, che hanno ottenuto un significativo successo di pubblico e di critica.
È sposato con la giornalista Karina Guarino e ha due figlie: Margherita e Antonia.